# Безносиков, Борис Валерьевич
Борис Валерьевич Безносиков (1930—2019) — физик, специалист в области структурных фазовых переходов, лауреат премии имени Е. С. Фёдорова (1997 год).

## Биография
Родился в 1930 году.

### Образование
- 1954 год — окончил Московский металлургический институт.

### Работа
- с 1959 по 2012 год — Работал в институте физики имени Л. В. Киренского СО РАН.
- с 1981 по 2012 год — работал старшим научным сотрудником в лаборатории кристаллофизики.

### Ученая степень
- 1978 год — защитил кандидатскую диссертацию.

### Награды
- 1997 год — присуждена премия имени Е. С. Федорова (совместно с Р. В. Галиулиным, К. С. Александровым) за цикл работ «Геометрическая кристаллография и структурные фазовые переходы», которые позволили разработать единый подход к описанию обширных семейств кристаллов, материалов современной лазерной техники и оптоэлектроники, высокотемпературных сверхпроводников.

## Работы
- К. С. Александров, Б. В. Безносиков. Структурные фазовые переходы в кристаллах (семейство сульфата калия). — Новосибирск: Наука, 1993.
- Александров К. С., Безносиков Б. А. Перовскитоподобные кристаллы. — Новосибирск: Наука, 1997.
- К. С. Александров, Б. В. Безносиков. Перовскиты. Настоящее и будущее. (Многообразие прафаз, фазовые превращения, возможности синтеза новых соединений). — Новосибирск: Издательство СО РАН, 2004.